# Бирри, Фернандо
Фернандо Бирри (исп.  Fernando Birri; 13 марта 1925, Санта-Фе — 27 декабря 2017, Рим) — аргентинский кинорежиссёр, сценарист, актёр, теоретик кино.

## Биография
Учился в Экспериментальном центре кинематографии в Риме (1950-1953), подружился здесь с Г. Гарсиа Маркесом. Работал ассистентом у Витторио Де Сика на фильме Крыша (1955). В 1956 вернулся в родной город, стал основателем Института кинематографии при Национальном университете Побережья (Санта-Фе). Как режиссёр начинал анимационными и короткометражными фильмами, в дальнейшем снимал как документальные, так и игровые ленты. После 1963 жил в эмиграции и в течение 12 лет не обращался к кино (длительные перерывы в кинорежиссуре у него не редкость).
В 1982 основал Передвижную лабораторию поэтики – киношколу, с которой путешествовал по Испании, Италии, странам Латинской Америки. Основатель (1986) и первый директор Международной школы кино и телевидения в Сан-Антонио-де-лос-Баньос (Куба). Его называют отцом нового латиноамериканского кино. Читал курсы латиноамериканского документального фильма и нового латиноамериканского кино в Университете Тафтса (под Бостоном, штат Массачусетс).

## Избранная фильмография
- 1961: Затопленные/ Los inundados (премия Венецианского МКФ за лучший кинодебют)
- 1963: La pampa gringa (документальный)
- 1978: Org (полнометражный документальный)
- 1983: Rafael Alberti, un retrato del poeta (документальный)
- 1985: Mi hijo el Che - Un retrato de familia de don Ernesto Guevara (документальный)
- 1988: Очень старый человек с огромными крыльями/ Un señor muy viejo con unas alas enormes (по сценарию Маркеса, также соавтор сценария, номинация на Золотого льва Венецианского МКФ)
- 1998: Enredando sombras (к столетию латиноамериканского кино, документальный)
- 1999: El siglo del viento (по роману Эдуардо Галеано, номинация на Серебряного кондора Ассоциации кинокритиков Аргентины за лучший сценарий киноэкранизации)
- 1999:  Che: muerte de la utopia? (документальный)
- 2006: ZA 05. Lo viejo y lo nuevo (по сценарию Маркеса, также соавтор сценария)

## Книги
- Memoria del andarín: diario de un viaje de ida y vuelta. Sevilla : Mono Azul Editora, 2005 (путевые записки)
- Soñar con los ojos abiertos: las treinta lecciones de Stanford. Buenos Aires: Aguilar, 2007 (курс лекций)
- Cuaderno de bitácora: autorretrato del otro, artista adolescente con un barco al fondo, en 1948. La Habana: Casa de las Américas; Fundación del Nuevo Cine Latinoamericano; Córdoba: Fundación Provincial de Artes Plásticas Rafael Botí, 2008 (автобиография)

## Признание
Почётный президент МФ короткометражных фильмов в Оберхаузене. Серебряный голубь МФ документального кино в Лейпциге за жизненное достижение (1997). Золотые ворота МКФ в Сан-Франциско за верность собственному видению (2002).

## Наследие
В июне 2008 передал созданное им в течение жизни фильмы, книги и картины в фонд библиотеки Брауновского университета.